# Соловейко біловусий
Солове́йко біловусий (Calliope tschebaiewi) — вид горобцеподібних птахів родини мухоловкових (Muscicapidae). Мешкає в Гімалаях і горах Китаю. Раніше вважався підвидом білохвостого соловейка, однак був визнаний окремим видом.

## Опис

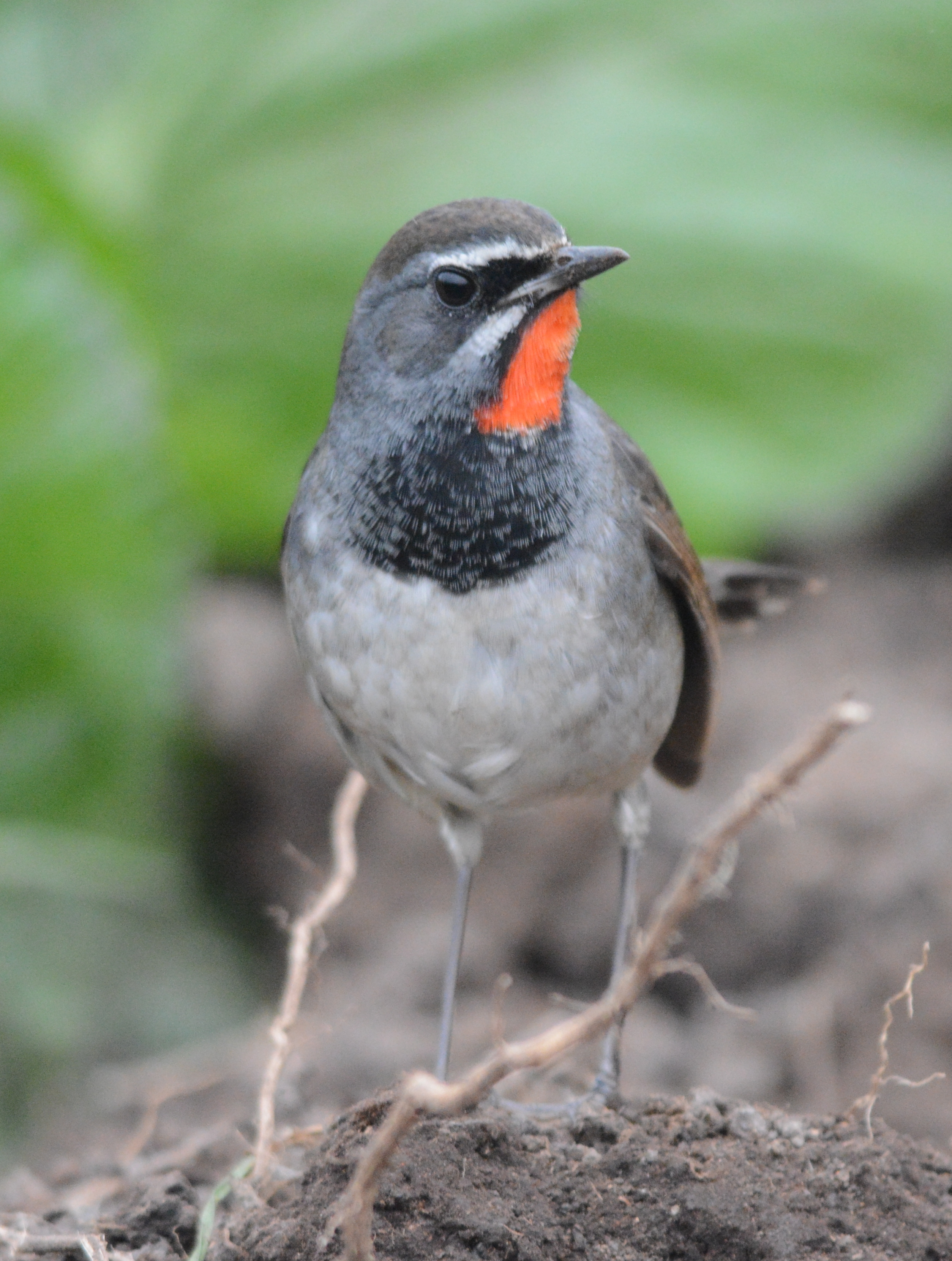
Біловусий соловейко

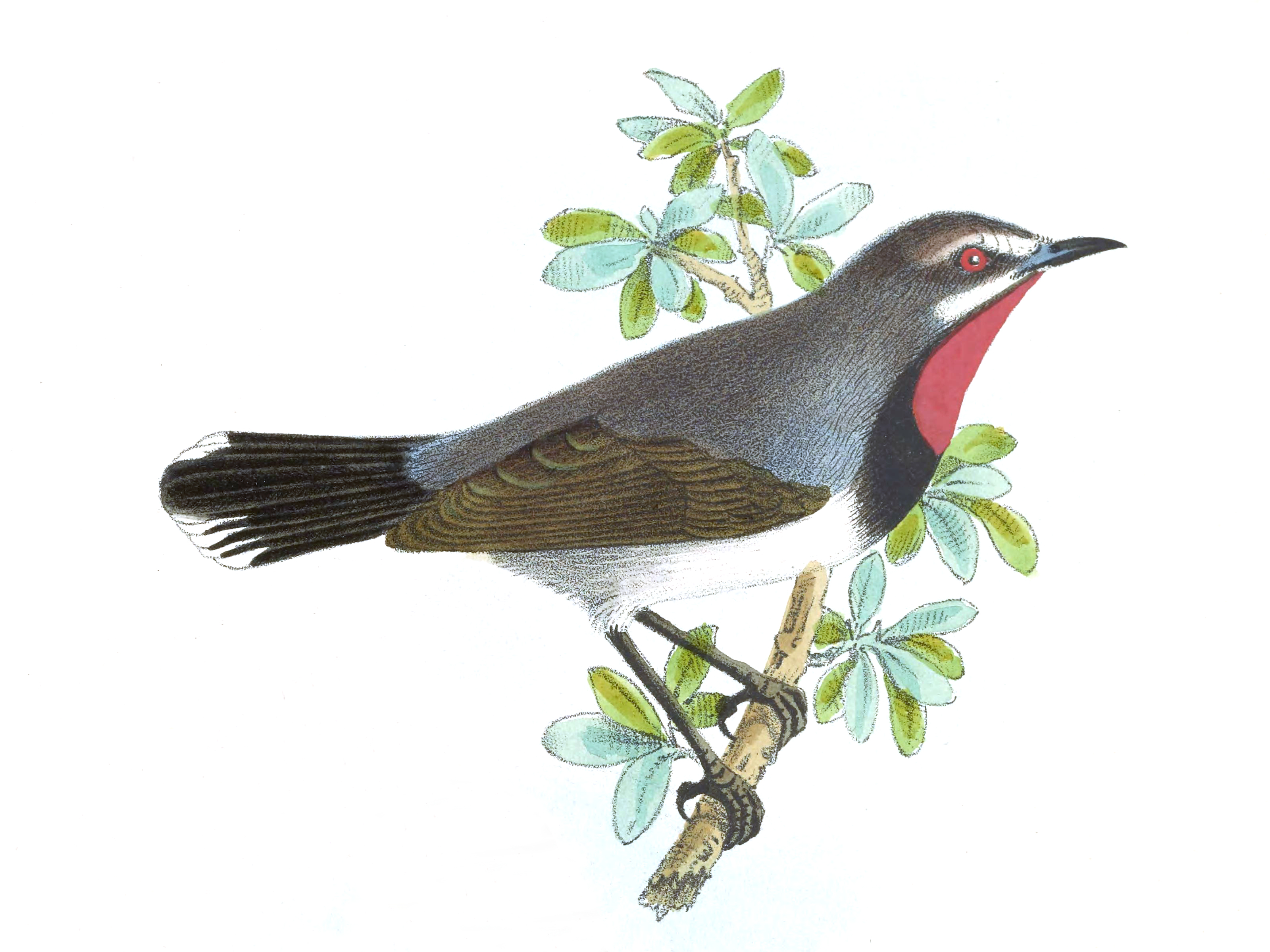
Біловусий соловейко

Довжина птаха становить 12-14 см. У самців верхня частина тіла темно-сіра, лоб і "брови" над очима у них білі, під дзьобом білі "вуса". Крила коричнюваті, хвіст чорнуватий, стернові пера біля основи і на кінці білі. На підборідді і центральній частині горла червона пляма, окаймлена чорною смугою, груди чорні, живіт і гузка білуваті. У самиць верхня частина тіла темно-сіра, "брови" менш чіткі, нижня частина тіла чорнувата крайні стернові пера мають білі кінчики. Центральна частина горла білувата, під дзьобом білі "вуса".

## Поширення і екологія
Біловусі соловейки гніздяться в Гімалаях на схід від Кашміру і в горах Центрального Китаю (північний захід Ганьсу, схід Цинхаю, Сичуань і північний захід Юньнаню). Взимку вони мігрують на південь, до східного Непалу, Північно-Східної Індії, північного сходу Бангладеш, північної М'янми і південного Юньнаня. Біловусі соловейки живуть у високогірних чагарникових заростях (зокрема в заростях рододендрону і ялівця) і на високогірних луках. Зустрічаються поодинці або парами, на висоті від 2600 до 4800 м над рівнем моря. Живляться дрібними комахами. зокрема жуками і мурахами, влітку часто гусінню, іноді також павуками та іншими безхребетними. Сезон розмноження триває з травня по серпень. Гніздо куполоподібне з бічним входом, розміщується на землі, серед каміння і коріння. В кладці 3-4 синьо-зелених яйця. За сезон може вилупитися кілька кладок.